# Ordre de la Pléiade
Pour les articles homonymes, voir Pléiade.
Pour l'ordre impérial iranien, voir Ordre des Pléiades (Iran).
 (février 2019).
Si vous disposez d'ouvrages ou d'articles de référence ou si vous connaissez des sites web de qualité traitant du thème abordé ici, merci de compléter l'article en donnant les références utiles à sa vérifiabilité et en les liant à la section « Notes et références ».
L'ordre de la Pléiade, créé le 30 avril 1976 lors de la septième session plénière de l’Assemblée parlementaire de la Francophonie qui s'est tenue à New York. Cet ordre est la seule décoration relative à la francophonie ainsi que la seule décoration internationale de prestige régie par une assemblée parlementaire. Il est destiné à reconnaître les mérites des personnalités qui se sont distinguées en servant les idéaux de la francophonie. Le président de l'APF est le Chancelier de l’Ordre.
Les brevets portent la devise de l'Ordre, qui reprend les propos de Léopold Sédar Senghor, ancien parlementaire, ancien Président de la République du Sénégal, grammairien et poète, membre de l’Académie française : « Les mots du français rayonnent de mille feux comme les étoiles de la Pléiade. »
L’insigne de la Pléiade est un médaillon d’un module de 45 millimètres à double face entouré de sept branches émaillées de bleu, chacune étant sertie d’une étoile, l’ensemble rappelant la Pléiade.
Il se compose :
- à l’avers, d’une rose des vents, avec en exergue « PLÉIADE – ORDRE DE LA FRANCOPHONIE »
- au revers, du pont de Luxembourg, ville dans laquelle fut créée l’APF en 1967, avec en exergue les initiales de cette assemblée.

## Origine du nom
Dans cette liste, en ordre chronologique inverse, chaque élément a fait explicitement référence au précédent (qui suit dans la liste) :
1. l'ordre de la Pléiade ;
2. la Pléiade, groupe de poètes français de la Renaissance (sept à l'origine) ;
3. la Pléiade, sept poètes et tragédiens d'Alexandrie (IIIe siècle av. J.-C.) ;
4. les Pléiades, amas stellaire, et les Pléiades, sept sœurs de la mythologie grecque.

## Les échelons de l’Ordre
Les échelons de l'Ordre sont : 
- le grade de chevalier (médaille de bronze) ;
- le grade d’officier (médaille d’argent) ;
- le grade de commandeur (médaille d’argent surmontée d’une couronne) ;
- la dignité de grand officier (médaille d’or sur plateau argenté) ;
- la dignité de grand-croix (médaille d’or sur plateau doré).

Outre les Présidents du Conseil de l’Ordre, élevés de droit à la dignité de grand-croix, peuvent y être élevés :
- les chefs d’État ;
- les autres hautes personnalités ayant apporté une contribution extraordinaire au rayonnement international de la Francophonie.

Peuvent être élevés à la dignité de grand officier :
- les chefs de Gouvernement ;
- les Présidents d’Assemblée parlementaire ;
- les autres hautes personnalités ayant apporté une contribution significative au rayonnement international de la Francophonie.

Peuvent être nommés au grade de commandeur :
- les ministres ;
- les membres du Bureau de l’APF ;
- les hauts-fonctionnaires et les personnalités politiques, économiques, sociales, culturelles ou sportives ayant rendu des services exceptionnels à la Francophonie.

Peuvent être nommés au grade d’officier :
- les membres des bureaux des commissions et réseaux de l’APF ainsi que les parlementaires ayant dirigé une mission de l’APF ;
- les présidents de section et les présidents délégués de section de l’APF ;
- les hauts-fonctionnaires et les personnalités politiques, économiques, sociales, culturelles ou sportives ayant rendu des services éminents à la Francophonie.

Peuvent être nommés au grade de chevalier :
- les parlementaires ;
- les secrétaires administratifs de section de l’APF ;
- les autres fonctionnaires et les personnalités politiques, économiques, sociales, culturelles ou sportives ayant rendu des services à la Francophonie.

## Insignes
L'insigne de la Pléiade est une étoile à sept branches émaillées de bleu et à double face présentant à l'avers un médaillon avec une rose des vents soulignée par l'exergue « la Pléiade, ordre de la Francophonie » entouré de sept petites étoiles, placées dans les sept branches de l'insigne ; au revers, le pont Adolphe, à Luxembourg, où a été créée l'Assemblée parlementaire de la francophonie, et symbole d'unité.

## Chevalier / Chevalière
- Rhéal Bélisle (1981), homme politique canadien du Grand Sudbury[2].
- Juliette Fievet (2025), journaliste et animatrice française